# Henry Hathaway
Henry Hathaway (właśc. Marquis Henri Léopold de Fiennes; ur. 13 marca 1898 w Sacramento, zm. 11 lutego 1985 w Los Angeles) – amerykański reżyser filmowy i producent. W 1936 nominowany do Oscara za najlepszą reżyserię filmu Bengali (1935).

## Życiorys
Zaczynał na początku lat 20. XX wieku jako asystent u takich reżyserów, jak Victor Fleming, Josef von Sternberg, czy też u Freda Niblo przy realizacji wersji Ben-Hura z 1925. Jako samodzielny reżyser zadebiutował w 1932. W ciągu ponad 40 lat kariery nakręcił 65 filmów. Zasłynął głównie jako twórca westernów i filmów noir.
Zmarł na zawał serca w wieku 87 lat.

## Filmografia
- Teraz i zawsze (1934)
- Bengali (1935)
- Szlak Samotnej Sosny (1936)
- Dusze na morzu (1937)
- Pasterz ze wzgórz (1941)
- Pocałunek śmierci (1947)
- Dzwonić Northside 777 (1948)
- Pustynny Lis (1951)
- Czternaście godzin (1951)
- Kurier dyplomatyczny (1952)
- Niagara (1953)
- Niezłomny wiking (1954)
- Ogród zła (1954)
- The Racers (1955)
- Siedmioro złodziei (1960)
- Złoto Alaski (1960)
- Jak zdobywano Dziki Zachód (1962; reżyserowali także John Ford, Richard Thorpe i George Marshall)
- W niewoli uczuć (1964)
- Świat cyrku (1964)
- Synowie Katie Elder (1965)
- Nevada Smith (1966)
- Prawdziwe męstwo (1969)
- Port lotniczy (1970)
- Odstrzał (1971)